# Juba (flod)
Juba är den längsta floden i Somalia med en längd av 1 658 kilometer.